# Задарська жупанія
За́дарська жупа́нія (хорв. Zadarska županija) — округ у південній Хорватії. Включає північну Далмацію та південно-східну Ліку. Місцеперебування окружної адміністрації — Задар.

## Географія і клімат
Жупанія розташована між Ліцько-Сенською жупанією на півночі та Шибеницько-Книнською жупанією на півдні. На північному сході жупанія межує з Боснією і Герцеговиною. До складу жупанії входять острови Дугі-Оток, Уґлян, Пашман і більша частина острова Паг, а також інші, невеликі острови (Вир, Оліб, Іж та інші). Тут же знаходиться національний парк Паклениця.
Територія жупанії становить 7854 км², 3642 км² з яких — суходіл, що становить 6,4 % загальної площі Хорватії. Водний простір становить 3,632 км ² (близько 12 % територіальних вод), і 580 км² займають більш ніж 300 островів Задарського архіпелагу. Протяжність берегової лінії, включаючи острови — 1300 км².
Неподалік від міста Біоград-на-Мору розташоване найбільше природне озеро Хорватії — Вранське озеро.

## Населення
За даними перепису 2001 року національний склад населення жупанії розподіляється так:
| нація    | чисельність | відсоток |
| -------- | ----------- | -------- |
| хорвати  | 151 188     | 93,30%   |
| серби    | 5 716       | 3,53%    |
| албанці  | 629         | 0,39%    |
| словенці | 267         | 0,16%    |
| босняки  | 266         | 0,16%    |

Населення жупанії становить 4,5% загальної кількості населення. 129 000 жителів населяють узбережжя, 21 000 - острови і 50 000 - внутрішню територію жупанії. 

## Адміністративний поділ
Задарська жупанія поділяється на 6 міст і 28 громад. 

### Міста
- Задар
- Бенковаць
- Біоград-на-Мору
- Нин
- Оброваць
- Паг

## Громади
- Бибинє
- Галоваць
- Грачаць
- Ясениці
- Кали
- Колан - заснована у 2003 році, відокремлена від Пага
- Кукліця
- Лишане-Островицьке
- Новиград
- Пакоштане
- Пашман
- Полача
- Поличник
- Поседар'є
- Повляна
- Преко
- Привлака
- Ражанаць
- Сали
- Станковці
- Стариград
- Сукошан
- Светі Филип-і-Яков
- Шкабрня
- Ткон
- Вир
- Врси - заснована у 2006 році
- Земуник-Доній

## Транспорт
Жупанія відіграє велику роль в забезпеченні транспортних перевезень між північною і південною Хорватією. Головна автострада жупанії йде уздовж узбережжя Адріатичного моря, перетинаючи всю жупанію. 
Через жупанію також проходить залізнична гілка Загреб-Книн-Спліт з відгалуженнями в Задар і Шибеник. 
Реконструйований і модернізований Задарський аеропорт здійснює внутрішні та міжнародні рейси. 
Пасажирський і вантажний порт Задара мають пропускну спроможність більш ніж один мільйон тонн щорічно. 

## Економіка
Однією з найзначущіших галузей економіки є туризм, зумовлений сприятливим географічним положенням, м'яким кліматом, чистим морем і пляжами загальною довжиною 1 300 км.

## Цікавинки
Жупанія відома своїми природними красотами. Серед них: 
- Національний парк Паклениця на півночі.
- Національні парки Північний Велебіт, Крка і Корнати на півдні.
- Природний парк Телащиця

Серед історичних пам'яток виділяється історичний центр міста Задар.